# パストラルケア
パストラルケア (pastoral care) とは、牧師その他の患者の属する宗教（教会、会衆、その他）の宗教的指導者から与えられる心理療法的なケアのこと。家庭訪問からライセンスを受けた牧師による公的なカウンセリングまでのさまざまの形をとる。
日本ではまだ公的なパストラルケアの資格は存在せず、ボランティアのような扱いを受けているが、一部の病院などで採り入れられている。
パストラルケアを行う者は、依存性人格障害や共依存その他の非専門家による心理療法にしばしばありがちな問題を避けることに特に慎重にならねばならない。
世俗の用法でも用いられるが、キリスト教、プロテスタントの教会用語では、牧会と呼ぶ。カトリック教会の用語では、司牧である。
パストラルケアがどの程度宗教指導者の責務の中で重要なものかについては、特に精神医療の専門家としてライセンスを受けていない指導者のそれについては、一部では議論の種になっている。